# 37 Dywizja Piechoty (Cesarstwo Niemieckie)

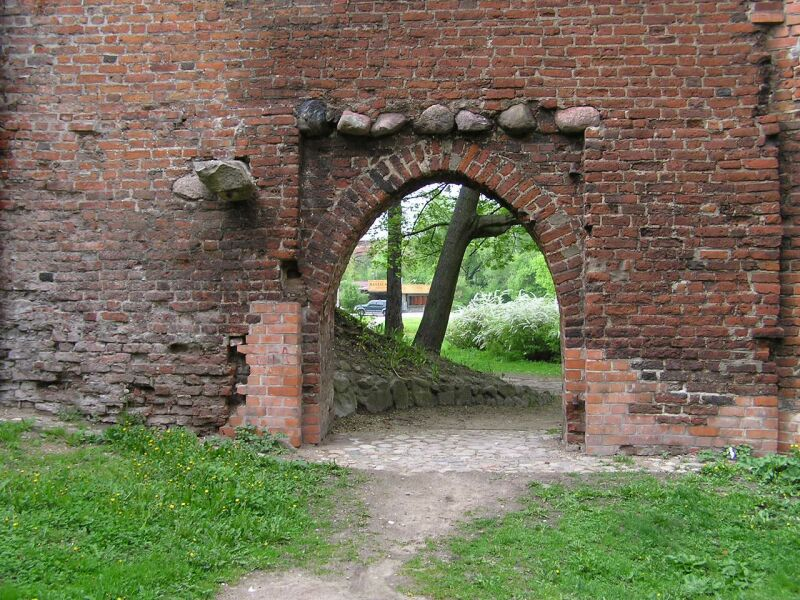
Fragment dawnych murów obronnych Olsztyna

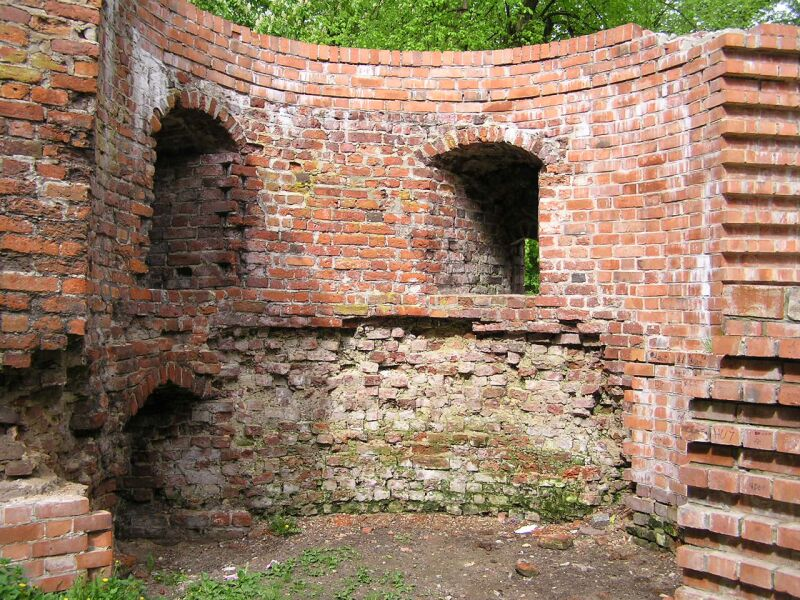
Fragment dawnych murów obronnych Olsztyna

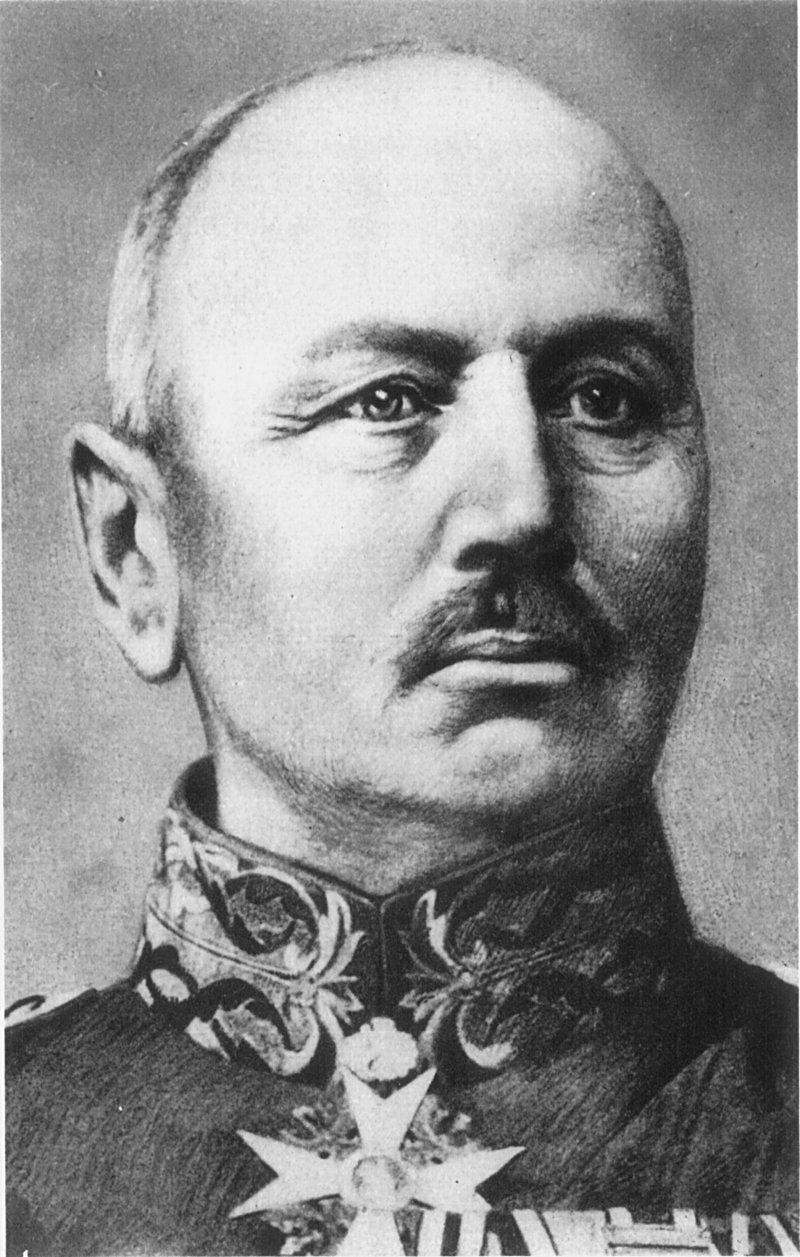
Gen. Alexander von Kluck

37 Dywizja Cesarstwa Niemieckiego (niem. 37. Division (Deutsches Kaiserreich)) – niemiecki związek taktyczny okresu Cesarstwa Niemieckiego, stacjonujący w Olsztynie (Allenstein).
Dywizja istniała w latach 1899–1919, od 2 sierpnia 1914 pod nazwą: 37 Dywizja Piechoty (37. Infanterie-Division (Deutsches Kaiserrreich)). Wchodziła w skład XX Korpusu Armii Niemieckiej.

## Skład dywizji
2 sierpnia 1914
- 73 Brygada Piechoty (73. Infanterie-Brigade) – w Ełku (Lyck)
  - 147 Pułk Piechoty (2 Mazurski) (2. Masurisches Infanterie-Regiment Nr. 147) – w Ełku (Lyck) i Giżycku (Lötzen)
  - 151 Pułk Piechoty (2 Warmiński) (2. Ermlandisches Infanterie-Regiment Nr. 151) – w Mrągowie (Sensburg) i Biskupcu (Bischofsburg)
- 75 Brygada Piechoty (75. Infanterie-Brigade) – w Olsztynie (Allenstein)
  - 146 Pułk Piechoty (1 Mazurski) (1. Masurisches Infanterie-Regiment Nr. 146) – w Olsztynie (Allenstein)
  - 150 Pułk Piechoty (1 Warmiński) (1. Ermlandisches Infanterie-Regiment Nr. 150) – w Olsztynie (Allenstein)
- 37 Brygada Kawalerii (37. Kavallerie-Brigade) – w Olsztynie (Allenstein)
  - 10 Pułk Dragonów im. Króla Saksonii Alberta (Wschodniopruski) (Dragoner-Regiment König Albert von Sachsen (Ostpreußisches) Nr. 10) w Olsztynie (Allenstein)
  - 11 Pułk Dragonów im. von Wedela (Pomorski) (Pommersches Dragoner-Regiment von Wedel Nr. 11) – w Ełku (Lyck)
- 37 Brygada Artylerii Polowej (37. Feldartillerie-Brigade) – w Olsztynie (Allenstein)
  - 73 Pułk Artylerii Polowej (1 Mazurski) (1. Masurisches Feldartillerie-Regiment Nr. 73) – w Olsztynie (Allenstein)
  - 82 Pułk Artylerii Polowej (2 Mazurski) (2. Masurisches Feldartillerie-Regiment Nr. 82) – w Kętrzynie (Rastenburg) i Giżycku (Lötzen)
- Landwehr-Inspektion Allenstein